# Schizonampa libera
Schizonampa libera är en mångfotingart som beskrevs av Foddai, Pereira och Minelli 2000. Schizonampa libera ingår i släktet Schizonampa och familjen storjordkrypare.
Artens utbredningsområde är Liberia. Inga underarter finns listade i Catalogue of Life.